# Коронавірусна хвороба 2019 у Французькій Гвіані
Епідемія коронавірусної хвороби 2019 у Французькій Гвіані — це поширення пандемії коронавірусної хвороби 2019 на територію Французької Гвіани. Перший випадок хвороби у цьому заморському департаменті Франції зареєстровано 4 березня 2020 року, а перша смерть зареєстрована 20 квітня 2020 року. 30 квітня територію Французької Гвіани було внесено до зеленого списку, оскільки хвороба була під контролем, за винятком комуни Сен-Жорж-де-л'Ояпок. У червні вірус почав циркулювати по всій території.
Станом на 10 лютого 2023 року загалом введено 240930 доз вакцини.

## Передумови
Незважаючи на те, що Французька Гвіана має значну за площею територією, її населення у 2020 році становило лише 282938 осіб. Внутрішньоконтинентальна частина Французької Гвіани складається з тропічних лісів з малочисельним населенням, переважно корінного населення (індіанців) та маронів.

## Хронологія

### Березень 2020 року
На 4 березня у Французькій Гвіані було 5 підтверджених випадків COVID-19, всі в Сен-Лоран-дю-Мароні.
6 березня припинив роботу космодром у Куру.
15 березня президент Франції Емманюель Макрон повідомив про запровадження наступних карантинних заходів: заборонено виходити з дому, крім найважливіших справ, які включають покупку продуктів, поїздку на роботу, доступ до медичної допомоги та фізичні вправи в межах 1 км від домогосподарства. Префект Французької Гвіани Марк Дель Гранде повідомив про закриття кордонів із Суринамом та Бразилією, обов'язковий 14-денний карантин для осіб, які прибувають з-за кордону, та комендантську годину з 21:00 до 05:00.
Опівночі 22 березня були припинені пасажирські авіарейси.
24 березня мер Каєнни Марі-Лор Фінера-Орт запровадила в місті комендантську годину з 20:00 до 05:00, більшу, ніж в інших муніципалітетах регіону.
30 березня в медичного працівника в будинку престарілих в Кайєнні виявлено позитивний результат тесту на COVID-19.

### Квітень 2020 року
4 квітня підтверджено позитивний результат тесту на COVID-19 у лаборанта лікарні Андре-Роузмон.
7 квітня на території Французької Гвіани зареєстровано 77 випадків хвороби та 34 одужання. Постраждалими районами були Сен-Лоран, Куру, Кайєнна та Маріпасула. Компанія «Groupe Bernard Hayot» безкоштовно надала 1,3 мільйона масок безкоштовно для служби охорони здоров'я Мартиніки, Гваделупи, Гвіани та Реюньйону.
9 квітня Європейський Союз повідомив про виділення гранту в розмірі 8 мільйонів євро, який буде надано Карибському агентству охорони здоров'я на боротьбу з коронавірусною хворобою. Французька Гвіана є один із 24 членів Карибського агентства охорони здоров'я.
15 квітня регіональне агентство охорони здоров'я оприлюднило спеціальний звіт про ситуацію з COVID-19: було проведено 780 тестувань, відстежено 985 контактів, 42 випадки хвороби завезені з-за кордону, а 41 випадок інфікований місцево.
Кластер з 13 випадків коронавірусної хвороби виявлено в індіанському селі Сесілія в муніципалітеті Матурі. При обстеженні на коронавірус із 16 підозрюваних випадків у 13 виявили позитивний результат тестування. Префект Французької Гвіани наказав ізолювати село. 14 квітня ще в 6 дітей із Сесілії підтверджено позитивний результат тесту на коронавірус; проте стан інших хворих покаращився. Ізоляція Сесілії була скасовано 2 травня, і 300 жителів змогли відновити звичайний порядок життя.
10 опубліковано звіт наукової ради з поширення коронавірусної хвороби в заморських територіях Франції, в якому закликається до посилення карантину та подвоєння кількості ліжок у лікарнях. 13 квітня служба охорони здоров'я Гвіани відповіла, що вона врахує ці рекомендації, але також зазначила, що кількість ліжок у відділенні інтенсивної терапії було збільшено до 38, чого на той час було достатньо, враховуючи, що в реанімації на той момент не було жодного хворого коронавірусною хворобою.
11 квітня Франція та Суринам повідомили про початок спільних заходів щодо запобігання незаконному перетину річки Мароні, що розділяє Суринам і Французьку Гвіану, та створили контактний пункт у Сен-Лоран-дю-Мароні та Альбіні. 13 квітня префект Французької Гвіани мобілізував армію для охорони річки по всій її довжині.
12 квітня керівник служби охорони здоров'я Французької Гвіани Хатем Каллел повідомив, що хворий, який перебував у відділенні інтенсивної терапії з 2 квітня, був виписаний, після чого активних хворих коронавірусною хворобою в реанімації не залишилось.
13 квітня висловлено занепокоєння щодо можливого підняття цін на основні товари та послуги, проте директор «Carrefour Matoury» Жиль Клаус спростував ці чутки. 15 квітня було підписано пакет зобов'язань щодо поміркованості цін між державою та 21 найбільшою компанією.
15 квітня повідомлено, що після спалаху хвороби в Сесілії кілька індіанських сіл, переважно розташованих у муніципалітетах Матурі та Макурія, добровільно закрились на карантин.
Місцева влада Французької Гвіани створила надзвичайний фонду у розмірі 8,7 мільйонів євро, який буде розподілятися у вигляді позик за нульовою процентною ставкою на допомогу бізнесу. Опозиція та туристичні фірми побоюються, що цих коштів буде недостатньо.
16 квітня повідомлено, що буде проведено тестування на коронавірус 330 працівникам лікарняного центру «Андре Розмон» у Каєнні, оскільки у 5 співробітників підтвердився позитивний результат тестування на коронавірус.
Згідно з ситуаційною доповіддю служби охорони здоров'я, у Французькій Гвіані 42 випадки, завезених з-за кордону, та 54 випадки місцевої передачі вірусу. Лише 6 % випадків зареєстровані в осіб старших 65 років. 20 хворих перебували в лікарні, 3 з них у відділенні інтенсивної терапії.
17 квітня Червоний Хрест розпочав розподіл продовольчих посилок у Сен-Лоран-дю-Мароні.
20 квітня зареєстрована перша смерть від коронавірусної хвороби, уночі помер 70-річний чоловік в лікарні в Каєнні між 23:00 та 1:00.
21 квітня посол Франції в Суринамі Антуан Жолі заявив у одному з інтерв'ю, що місто Сен-Лоран-дю-Мароні було ізольоване від решти території Французької Гвіани, і що більшість випадків були завезені з-за кордону.
Готель «Du Fleuve» поблизу села Сіннамарі був реквізований для перебування осіб на карантині або хворих на COVID-19. Після повернення додому російських техніків зі стартового майданчика «Гвіана Союз» у готелі не залишилось постояльців.
На 22 квітня у Французькій Гвіані зареєстровано 107 випадків хвороби та 84 одужання від COVID-19. Хвороба поширилася на Гранд-Санті, де хворий, який працював у медичному центрі Західної Гвіани, контактував з жителями Кампонг-Тонки. Після проведеного відстеження контактів виявлено 9 випадків хвороби. Унаслідок цього Кампонг-Тонка ізолювали. Іншими районами, де виявили нових хворих, були Сен-Лоран, Куру, Кайєнна та Маріпасула, у всіх з них запроваджено карантин, виявлені нові випадки також у готелі «Du Fleuve». 24 квітня карантинні обмеження запроваджені також у селах Мафуту і Монфіна, розташованих приблизно за 10 км на південь від аеропорту Гранд-Санті. З 66 осіб, які пройшли тестування в наступні два дні, у 12 виявили позитивний результат тестування. 13 травня повідомлено, що протягом двох тижнів у Гранд-Санті не було нових випадків хвороби. У всій зоні зараження коронавірусом виявлено 22 випадки хвороби.
25 квітня повідомлено про новий кластер хвороби в Сен-Жорж-де-л'Ояпоку поблизу кордону з Бразилією, що призвело до посилення контролю на кордоні. У прикордонному з Бразилією містечку виявлено 7 випадків хвороби. Станом на 29 квітня в муніципалітеті було 23 випадки хвороби та одна смерть унаслідок COVID-19.
28 квітня сенатор від Французької Гвіани Жорж Патьєн під час виступу в Сенаті Франції висловив занепокоєння, що місцеві громади на заморських територіях зазнають величезного падіння доходів унаслідок епідемії коронавірусної хвороби, і що чинні положення у фінансовому законопроєкті 2020 року є вкрай неадекватними. Рекомендовано, щоб найбідніші домогосподарства заморського департаменту отримували подвійну допомогу від держави. На допомогу виділено 9,8 мільйонів євро, які направлять для допомоги 35 тисячам домогосподарств та 68 тисячам дітей.
29 квітня уряд Французької Гвіани одноголосно проголосував проти відновлення роботи шкіл, про що заявив президент Франції. Навчання у школах відновилося у вересні.
Карантинні обмеження спричинили довгі черги на станціях технічного обслуговування для заправки газових балонів. Незважаючи на те, що дефіциту газу не було, була обмежена кількість місць, де можна було заправити балони.
З 11 травня поступово відновлювала свою роботу програма «Arianespace». У середині липня стартував космічний рейс VV16/SSMS. Місії російської програми «Союз» розпочали відновлюватися з літа цього ж року.
30 квітня Французька Гвіана була внесена до зеленої зони, що означало, що поширення коронавірусу на території заморського департаменту на той момент було під контролем. У лікарні знаходилось 2 хворих, жодного хворого не було в реанімації. Родичам знову дозволено відвідувати жителів будинків для осіб похилого віку. Відвідування дозволялися лише вранці в четвер, за домовленістю та з дотриманням суворих карантинних заходів.

### Травень 2020 року
2 травня індіанське село Органабо в муніципалітеті Іракубо пішло на добровільний карантин. Керівник муніципалітету Ернест Гранд Еміль був стурбований тим, що 200 жителів села в основному літні люди, а село саме забезпечує власні потреби.
7 травня міністр солідарності та охорони здоров'я Франції Олів'є Віра повідомив, що працівники будинків для людей похилого віку отримають додаткову виплату в розмірі від 1000 до 1500 євро.
З 11 травня набрав чинності перший етап карантинних обмежень, за винятком Сен-Жорж-де-Ояпока, де діятиме режим локдауну, оскільки в районі міста реєструвалися нові випадки COVID-19. Комендантська година встановлена з 23:00 до 05:00.
Інститут Пастера повідомив про те, що розпочне проєкт виїзних тестувань, та планує збільшити кількість тестів до 500 на день. Приватні лабораторії відгукнулися на заклик інституту, але на той момент не були готові розгорнути масове тестування. 10 травня повідомлень про нові випадки хвороби не надходило, оскільки біоматеріали не транспортувалися до лабораторій.
12 травня на невизначений термін закрився ринок у Каєнні, проте 13 травня знову відкрився ринок у Сен-Лорані.
13 травня кількість випадків хвороби зросла на 11, 10 з них зареєстровані в Сен-Жорж-де-л'Ояпок, де на той день було 37 активних випадків COVID-19. По той бік кордону, в бразильському місті Ояпоке, ситуація була ще гіршою: у місті було 57 інфікованих осіб, проте в місті не вистачало медичного персоналу, тестів та обладнання, що спричинило запровадження в місті надзвичайного стану.
14 травня повідомлені нові карантинні заходи в Сен-Жорж-де-л'Ояпоку, серед яких зокрема передбачалось масове тестування населення, яке розпочалось наступного тижня, із одночасною забороною транспортного сполучення з іншими муніципалітетами.
18 травня мер Сент-Жоржа Жорж Елфорт повідомив, що все населення муніципалітету буде обстежено на COVID-19, незалежно від того, чи мають вони симптоми хвороби, чи ні.

### Червень 2020 року
8 червня повідомлено про другу смерть — 92-річного чоловіка, який помер у лікарні Андре-Роузмон.
11 червня виявлено 126 нових випадків COVID-19. Хвороба поширилася по всій території Французької Гвіани, більшість випадків зареєстровано в Каєнні.
21 червня зареєстровано 278 нових випадків COVID-19, з них 218 випадків у Каєнні.>

### Липень 2020 року
5 липня повідомлено, що префект Патріс Латрон призначений новим керівником антикризового управління Французької Гвіани. Латрон має постійно підтримувати зв'язок із кризовим центром у Парижі разом із новим префектом та генеральним директором медичного управління для кращої координації в боротьбі з поширенням хвороби. На територію Французької Гвіани також будуть направлені додаткові медичні працівники.
9 липня кількість інфікованих досягла 5558, що означає, що майже 2 % населення Французької Гвіани було інфіковано COVID-19.
Станом на 9 липня Французька Гвіана стала третьою країною за захворюваністю на душу населення після Катару (102110 на 2781682 населення) та Сан-Марино (698 на 33785 населення).

## Заходи боротьби з поширенням хвороби
Усі кордони, аеропорти, морські порти та космопорти закриті для пасажирів. Космічний центр Гвіани знову відкрився 11 травня.
Закриті всі навчальні заклади на території Французької Гвіани. 11 травня школи на території Французької Гвіани школи ще не відновили роботу.
У Каєнні запроваджена комендантська година з 20:00, у інших містах комендантська година запроваджена з 21:00. З 11 травня комендантська година розпочинала діяти з 23:00 до 05:00, за винятком Сен-Жорж-де-л'Ояпока, де продовжували діяти попередні обмеження. Станом на 28 травня комендантську годину було призупинено у 12 із 22 муніципалітетів.
Видано розпорядження, що все населення повинне залишатися вдома, крім невідкладних випадків. Для дозволу на вихід з добу були потрібні спеціальні сертифікати. З 11 травня це положення було скасовано, за винятком Сен-Жорж-де-л'Ояпока.
Усі заклади, робота яких не є життєво необхідною, мали бути закриті. 11 травня всі заклади можуть знову відкритися.
11 травня продовжено карантин, всі заклади знову відкрилися, запроваджено обов'язкове носіння маски стануть, знову дозволено відвідувати пляжі. Відкриття ресторанів і барів скасовано. Для осіб, які прибувають на територію Французької Гвіани, запроваджений обов'язковий 14-денний карантин.

## Антикризове управління
Французька Гвіана є заморським департаментом Франції, яка керується префектом. Одним із завдань префект є проведення заходів боротьби з надзвичайними ситуаціями. Чинним префектом Французької Гвіани був Марк Дель Гранде, який мав відповідати за проведення заходів з боротьби з поширенням COVID-19. 5 липня колишній префект Патріс Латрон був призначений новим директором антикризового управління Французької Гвіани, та працюватиме з Дель Гранде та генеральним директором медичної служби як команда з боротьби з надзвичайною ситуацією.
Тестування на COVID-19 проводилося Інститутом Пастера в Каєнні у будні дні, а також у лабораторіях лікарні Андре-Роузмон у Каєнні та госпітальним центром у Куру у вихідні дні. Директор Інституту Пастера в Каєнні Мірдад Казанджі повідомив, що для забезпечення якості тестування як негативні, так і позитивні зразки біоматеріалу надходять та повертаються до центральної лабораторії в суринамській столиці Парамарибо.

### Клінічні дослідження
23 березня Інститут Пастера Французької Гвіани розпочав клінічне дослідження «EPI-COVID-19» щодо передачі коронавірусу в домогосподарствах заморського департаменту. 300 осіб, які є членами сім'ї, в якій виявлений хворий, проходять клінічний, вірусологічний та серологічний контроль. Дослідження фінансується національною агенцією з наукових досліджень Франції, Інститутом Пастера та медичним управлінням Французької Гвіани.